# Christoph Wagner-Trenkwitz
Christoph Wagner-Trenkwitz (* 18. Juni 1962 in Wien) ist ein österreichischer Dramaturg, Musikwissenschaftler und Autor.

## Leben
Sein Studium der Musikwissenschaft, Politikwissenschaft und Romanistik in Wien schloss er 1989 als Mag. phil. ab. Wagner-Trenkwitz war Chefdramaturg der Wiener Staatsoper. Ab 2003 war er Direktionsmitglied der Volksoper Wien; seit 2009 ist er Chefdramaturg an der Volksoper Wien. Sein großer Lehrmeister war Marcel Prawy. Wagner-Trenkwitz wurde einer größeren Öffentlichkeit bekannt durch Auftritte als Moderator auf der Bühne, im Fernsehen und im Hörfunk.
Gemeinsam mit Karl  "Kari" Hohenlohe kommentiert er seit 2001 für den ORF den Wiener Opernball sowie weitere gesellschaftliche und royale Großereignisse.
Von Oktober 2013 bis Sommer 2016 war Wagner-Trenkwitz Intendant beim Theatersommer Haag, ihm folgte in dieser Funktion Christian Dolezal nach. Seit 2020 ist er Intendant der Operette Langenlois auf Schloss Haindorf.
Christoph Wagner-Trenkwitz hat zwei Töchter und ist in zweiter Ehe mit der Sängerin Cornelia Horak verheiratet. Er ist ein Neffe des Schauspielers Georg Trenkwitz.

## Publikationen (in Auswahl)
- Durch die Hand der Schönheit. Richard Strauss und Wien. Wien 1999, ISBN 3-218-00658-9
- Es grünt so grün – Musical an der Wiener Volksoper. Wien 2007, ISBN 3-85002-632-9
- Schon geht der nächste Schwan. Eine Liebeserklärung an die Oper in Anekdoten. Wien 2009, ISBN 978-3-85002-697-0
- Schwan drüber. Neue Antiquitäten aus der Oper und dem wirklichen Leben. Wien 2012, ISBN 978-3-85002-810-3
- Nochmal Schwan gehabt: Anekdoten und Reminiszenzen mit einem löblichen Nachwort von Michael Niavarani. Wien 2015, ISBN 978-3-99050-011-8
- Das Orchester, das niemals schläft: die Wiener Philharmoniker, Amalthea Signum Verlag, Wien 2017, ISBN 978-3-99050-095-8
- Alles Walzer: Der Opernball von A bis Z. Mit einem Vorwort von Karl Hohenlohe und Illustrationen von Michael Pammesberger, Amalthea Signum Verlag, Wien 2020, ISBN 978-3-99050-189-4
- Willkommen, bienvenue, welcome! Musical an der Volksoper Wien, Amalthea Signum Verlag, Wien 2022, ISBN 978-3-99050-224-2

Als Herausgeber veröffentlichte er Texte von Fritz Löhner-Beda unter dem Titel Wie man sich trefft im Ampezzotal (2005)
Er verfasste Beiträge in den Jahrbüchern die Wiener Staatsoper (1990–1994), Marcel Prawy erzählt aus seinem Leben (1996) und Die Volksoper – Das Wiener Musiktheater (1997).